# Setkání Lludovo s Llevelysem
Setkání Lludovo s Llevelysem (Cyfranc Lludd a Llefelys) je příběh ze středního Walesu pravděpodobně z první poloviny 13. století, který zařadila do svého anglického překladu souboru dvanácti středověkých velšských bájí a pověstí Mabinogi lady Charlotte Guestová.
Příběh je řazen mezi čtyři vyprávění, která jsou někdy souhrnně označována jako národní báje nebo pověsti. Úplný text se dochoval v Červené knize hergetské, zlomky v Bílé knize Rhydderchově (obě ze 14. století). Oproti ostatním příběhům jde ale o velmi krátký text. Zabírá pouhých pět sloupců v Červené knize ve srovnání se čtyřiceti sloupci vyplněnými například pověstí Jak Kulhwch dostal Olwen. Liší se také jazykem, který připomíná spíše středovelšské texty, které z latinských originálů přeložili církevní učenci, než dílo barda. Vyprávění je s největší pravděpodobností založeno na díle Geoffreyho z Monmouthu Historia Regum Britanniae (asi 1136, Dějiny britských králů), ale čerpá i ze starších zdrojů z konce 11. století, přičemž základní téma magické obrany britského ostrova může mít své kořeny až v předkřesťanské keltské mytologii.

## Obsah
Po smrti britského krále Beliho Mawra se jeho nástupcem stane jeho nejstarší syn Llud Llaw Ereint (Llud ze Stříbrné ruky). Za jeho vlády země prosperuje. Zlepší se opevnění Londýna, obyvatelstvo netrpí nouzí a staví si i luxusní domy. Když zemře francouzský král, bratr Lluda Llevelys se ptá, zda může jít požádat o ruku francouzskou princeznu, jedinou dědičku trůnu. Llud souhlasí a jeho armáda rytířů odjíždí na kontinent. Šlechtici a princové Francie souhlasí se sňatkem a s tím, že se Llevelys stane králem. Jeho vláda se vyznačuje moudrostí a štěstím lidu. Poté zasáhnou britský ostrov tři velké pohromy, proti kterým není Llud schopen najít ochranu. Odjede proto do Francie požádat svého bratra o radu.
První pohromou je příchod nepřátelské magické rasy zvané Koraniaidd, jejíchž vlastností je nadpřirozená vševědoucnost. Znají obsah všech rozhovorů, kterých se dotkne vítr, ať byli jakkoliv tiše vedeny. Problém, jak spolu mluvit, aniž by nepřítele upozornili na své záměry, vyřeší Llud a Llevelys pomocí bronzové trubky, přes kterou se spolu dorozumívají. Llevelys pak bratru poradí, že směs vyrobená z určitého druhu hmyzu Koraniaiddy zahubí, zatímco pro Brity je neškodná. Všichni včetně Britů ať se shromáždí na jednom místě pod záminkou uzavření míru a pak ať je směs po shromážděném davu rozptýlena. Koraniaiddé se smrtelně otráví a Lludův lid zůstane nezraněný.

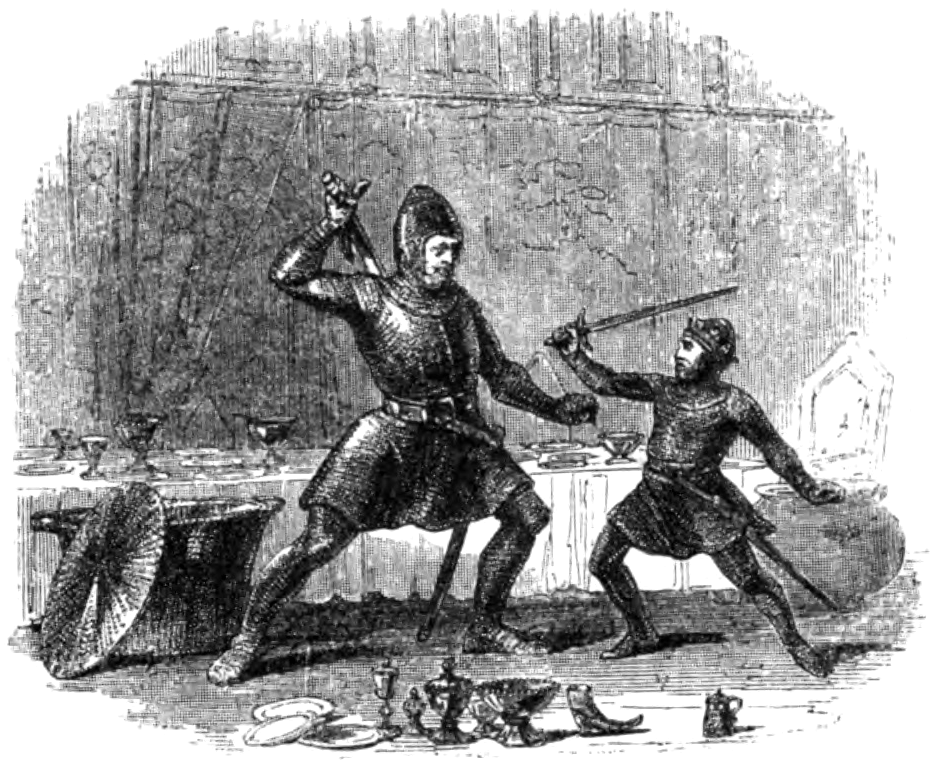
Ilustrace z roku 1877

Druhou pohromou je strašlivý výkřik, který je každý květen slyšet o půlnoci v každém domově v Británii a který má za následek, že muži ztratí sílu, ženy potratí, mladí muži a dívky ztratí rozum a všechna zvířata a rostliny zůstanou neplodné. Llevelys bratru vysvětlí, že příčinou výkřiku jsou dva draci, červený velšský a bílý cizí, kteří spolu jednou za rok bojují. Llud má najít přesný střed ostrova, tam vykopat díru a vedle ní ponechat káď s medovinou. Až budou draci vysílení bojem, klesnou ke kádi, medovinu vypijí a usnou. Pak je nutno je okamžitě svázat, uvěznit v kamenné truhle a tu zahrabat na bezpečném místě.
Třetí pohromou jsou mizející zásoby z královských skladů. Bez ohledu na to, kolik toho Llud do svých skladů uloží, všechno v průběhu noci zmizí. Tuto pohromu podle Llevelyse způsobuje mocný kouzelník, který svými kouzly uspí celý Lludův dvůr a pak vyloupí sklady. Llud má pak podle bratrovy rady stát jednu noc na stráži a spánku zabránit tím, že se ponoří do kádě se studenou vodou.
Llud se vrací domů do Británie a řídí se bratrovými radami. Zničí Koraniaiddy pomocí hmyzí směsi a uvězní draky v Dinas Emrys. Nakonec se utká s kouzelníkem, velkým obrem, kterého přemůže a udělá z něho svého věrného služebníka.

## Česká vydání
- Setkání Lludovo s Llevelysem in Mabinogi: keltské pověsti, Brno: Jan V. Pojer 1944, přeložil Jan Vilikovský.
- Setkání Lludovo s Llevelysem in Mabinogi: keltské pověsti. Kladno: Josef Cipra a František Konůpek 1949, přeložil Jan Vilikovský.
- Setkání Lludovo s Llevelysem in Mabinogi: keltské pověsti. Praha: SNKLU 1965, přeložil Jan Vilikovský.
- Setkání Lludovo s Llevelysem in Mabinogi: keltské pověsti. Brno: Zvláštní vydání 1995, přeložil Jan Vilikovský.
- Setkání Lluddovo s Llevelysem, Úvaly: Ateliér Krupka 2009, přeložil Jan Vilikovský.

### Poznámka
1. ↑  Překlad lady Charlotty Guestové totiž obsahoval i Příběh Taliesina (Hanes Taliesin), který je v současné době jako pozdější dodatek vynecháván (tento příběh byl zaznamenán až v polovině 16. století a ve vlastní Mabinogi jsou o legendárním bardovi Taliesinovi pouze útržkovité zmínky).